# スイング・オブ・デライト
『スイング・オブ・デライト』（原題：The Swing of Delight）は、カルロス・サンタナが1980年に発表したスタジオ・アルバム。コラボレーション・アルバムを除く、純粋なソロ名義のアルバムとしては2作目に当たる。オリジナルLPは2枚組だが、再発CDは1枚にまとめられた。ただし、2005年に紙ジャケット仕様で発売された日本盤再発CD (MHCP 823-4)は、オリジナル盤と同様2枚組となっている。

## 背景
収録曲の一部は、当時カルロスが帰依していた導師シュリ・チンモイの曲で、ジャケットの絵もチンモイが描いたが、カルロスは翌年にはチンモイに失望し、最終的に彼のもとを離れることとなった。収録曲「『スパルタカス』愛のテーマ」は、1960年公開の映画『スパルタカス』からの曲のカヴァーである。
本作のレコーディング・メンバーの中には、1960年代にマイルス・デイヴィスのバックを務めたハービー・ハンコック、ウェイン・ショーター、ロン・カーター、トニー・ウィリアムスも含まれている。

## 反響・評価
アメリカでは総合アルバム・チャートのBillboard 200で65位、『ビルボード』のジャズ・アルバム・チャートで8位に達した。オーストリアのアルバム・チャートでは2回（4週）にわたりトップ20入りして、最高14位を記録した。
William Ruhlmannはオールミュージックにおいて5点満点中2点を付け「多彩かつジャズ色の強いセッションで、カルロス・サンタナの作品の中でも、標準的なサンタナ・サウンドから特に楽しく逸脱してみせた物の一つ」と評している。また、Rob Caldwellは2015年、All About Jazzにおいて「実によくまとまっており、現在の耳で聴いても新鮮である。それは、賞賛すべきミュージシャン達が参加したことも大きい」と評している。

## 収録曲
特記なき楽曲はカルロス・サンタナ作。
1. スワパン・タリ - "Swapan Tari" (Sri Chinmoy) - 6:47
2. 「スパルタカス」愛のテーマ - "Love Theme from "Spartacus"" (Alex North) - 6:54
3. ヒューラー・マタン - "Phuler Matan" (S. Chinmoy) - 5:54
4. ソング・フォー・マイ・ブラザー - "Song for My Brother" - 7:00
5. ジャーナ・カーラ - "Jharna Kala" (S. Chinmoy) - 7:13
6. ガーデニア - "Gardenia" - 7:12
7. ラ・レーヴ - "La Llave" - 3:42
8. ゴールデン・アワーズ - "Golden Hours" - 6:38
9. シェア・カーン、ザ・タイガー - "Sher Khan, the Tiger" (Wayne Shorter) - 5:47

## 参加ミュージシャン
- カルロス・サンタナ - エレクトリック・ギター、アコースティック・ギター、12弦ギター、パーカッション、ボーカル
- ハービー・ハンコック - ピアノ、エレクトリックピアノ、クラビネット、シンセサイザー
- デヴィッド・マーゲン - エレクトリックベース(on #1, #4, #5, #8)
- ロン・カーター - アコースティック・ベース(on #2, #3, #6, #7, #9)
- トニー・ウィリアムス - ドラムス(on #1, #3, #6)
- ハーヴィー・メイソン - ドラムス(on #2, #4, #7, #9)
- グレアム・リアー - ドラムス(on #5, #8)
- アルマンド・ペラーサ - コンガ、ボンゴ、パーカッション
- ラウル・リコウ - コンガ、パーカッション、ボーカル
- オレステス・ヴィラト - ティンバレス、パーカッション、ボーカル
- フランシスコ・アグアベッラ - コンガ(on #7)
- ラッセル・タブス - ソプラノ・サクソフォーン(on #1, #3)、テナー・サクソフォーン(on #4, #5)、フルート(on #8)
- ウェイン・ショーター - ソプラノ・サクソフォーン(on #2, #6, #9)、テナー・サクソフォーン(on #3, #9)
- アレックス・リガートウッド - ボーカル(on #7)